# Mikronisierung
Unter Mikronisierung versteht man die signifikante Verkleinerung der durchschnittlichen Partikelgröße. Die dadurch erzeugten mikronisierten Pulver kommen in den verschiedensten Industriezweigen zum Einsatz. So werden im Bereich technischer Pulver wie auch bei Mehlen und Fruchtpulvern übliche Korngrößen zwischen 100 µm bis 1000 µm auf ein Spektrum von 2 µm bis 200 µm vermindert.
In einzelnen Anwendungsfällen ist eine enge Korngrößenverteilung erforderlich und durch Mikronisierung erreichbar. So werden zur Vermeidung einer Wahrnehmung auf der Haut Korngrößen unter 70 µm angestrebt und zur Vermeidung eines Mundgefühls Korngrößen unter 40 µm.
Die Mikronisierung ist nicht zu verwechseln mit der Mikronisation von Getreide (schlagartige Erhitzung im Infrarotofen).

## Vorteile
Ein Vorteil derartig verkleinerter Partikel ist u. a. die vergrößerte Oberfläche, die für viele Wechselbeziehungen mit der Umgebung eine wichtige Größe darstellt (z. B. Diffusionsvorgänge, Dispergiereigenschaften).

## Methoden
Eine klassische Methode zur Herstellung derart feiner Partikel ist das Zermahlen (Strahlmühle, Kaltmahlung), ein weiteres einfaches Verfahren ist das Schmelze-Dispersionsverfahren, weiter wird durch Zerstäuben (Sprühkühlung, PGSS-Verfahren)→Sprühtrocknung, sowie durch Perlpolymerisation die gewünschte Verkleinerung erreicht.
Bei dem Zerstäubungs- oder Schmelz-Dispersionsprozeß erhält man zum überwiegenden Teil kugelförmige, regelmäßige Partikel mit kleiner Oberfläche, während man bei den Mahlprozessen gebrochene, unregelmäßige Partikel mit großer Oberfläche bekommt. Bei der Perlpolymerisation erhält man perlenförmige Partikel.
Mit dem PGSS-Verfahren können dagegen unterschiedliche Partikelformen hergestellt werden. Es können sphärische Partikel hergestellt werden, die eine kompakte Form und eine geringe relative Oberfläche aufweisen. Es lassen sich aber auch fadenförmige Partikel mit einer sehr großen relativen Oberfläche erzeugen. Zwischenformen wie Hohlkugeln, poröse Partikel oder Mikroschwämme können ebenfalls hergestellt werden.

## Moderne Techniken
Moderne Methoden verwenden überkritische Flüssigkeiten im Mikronisierungsprozess. Diese Verfahren verwenden überkritische Flüssigkeiten, um einen Übersättigungszustand zu induzieren, der zur Ausfällung einzelner Partikel führt. Zu den am weitesten verbreiteten Techniken dieser Kategorie gehören das RESS-Verfahren (Rapid Expansion of Supercritical Solutions), das SAS-Verfahren (Supercritical Anti-Solvent) und das PGSS-Verfahren (Particles from Gas Saturated Solutions). Diese modernen Techniken ermöglichen eine bessere Einstellbarkeit des Prozesses. Parameter wie relativer Druck und Temperatur, Konzentration gelöster Stoffe und das Verhältnis von Antilösungsmittel zu Lösungsmittel werden variiert, um die Leistung an die Bedürfnisse des Herstellers anzupassen. Die Verfahren mit überkritischen Fluiden führen zu einer feineren Kontrolle über Partikeldurchmesser, Verteilung der Partikelgröße und Konsistenz der Morphologie. Aufgrund des relativ niedrigen Drucks können viele Verfahren mit überkritischen Fluiden thermolabile Materialien einbeziehen. Moderne Techniken beinhalten erneuerbare, nicht brennbare und ungiftige Chemikalien.

### RESS
Beim RESS (Rapid Expansion of Supercritical Solutions) wird das überkritische Fluid dazu verwendet, den Feststoff unter hohem Druck und hoher Temperatur aufzulösen und so eine homogene überkritische Phase zu bilden. Danach wird die Mischung durch eine Düse expandiert, um die kleineren Teilchen zu bilden. Unmittelbar nach dem Austritt aus der Düse erfolgt eine schnelle Expansion, wodurch der Druck gesenkt wird. Der Druck fällt unter den überkritischen Druck, wodurch das überkritische Fluid – normalerweise Kohlendioxid – in den Gaszustand zurückkehrt. Diese Phasenänderung verringert die Löslichkeit der Mischung stark und führt zur Ausfällung von Partikeln. Je weniger Zeit zum Expandieren der Lösung und zum Ausfällen des gelösten Stoffes benötigt wird, desto enger wird die Partikelgrößenverteilung sein. Schnellere Fällungszeiten führen auch tendenziell zu kleineren Teilchendurchmessern.

### Sas
In dem SAS-Verfahren (überkritisches Antilösungsmittel) wird das feste Material in einem organischen Lösungsmittel gelöst. Das überkritische Fluid wird dann als Anti solvent zugegeben, was die Löslichkeit des Systems verringert. Infolgedessen werden Partikel aus kleinem Durchmesser gebildet. Es gibt verschiedene SAS-SAS, die sich in dem Verfahren der Einführung des überkritischen Fluids in die organische Lösung unterscheiden.

### PGSS
In der PGSS-Methode (Partikel aus gasgesättigten Lösungen) wird das feste Material geschmolzen und das überkritische Fluid wird darin gelöst. In diesem Fall wird jedoch die Lösung gezwungen, sich durch eine Düse zu erweitern, und auf diese Weise werden Nanopartikel gebildet. Das PGSS-Verfahren hat den Vorteil, dass aufgrund des überkritischen Fluids der Schmelzpunkt des festen Materials verringert wird. Daher schmilzt der Feststoff bei einer niedrigeren Temperatur als die normale Schmelztemperatur bei Umgebungsdruck.